# Championnat de France féminin de football 2009-2010
Navigation
Édition précédente Édition suivante
La Division 1 2009-2010  est la 36e édition du championnat de France féminin de football. Le premier niveau du championnat oppose douze clubs français en une série de vingt-deux rencontres jouées durant la saison de football. La compétition débute le samedi 27 septembre 2009 et s'achève le dimanche 13 juin 2010.
Les deux premières places du championnat féminin sont qualificatives pour la ligue des champions féminine de l'UEFA alors que les deux dernières places sont synonymes de relégation en Division 2.
Lors de l'exercice précédent, l'ESOFV La Roche-sur-Yon et l'AS Montigny ont gagné le droit d'évoluer dans cette compétition après avoir respectivement fini premier de leur groupe de seconde division.
L'Olympique lyonnais et le Montpellier HSC, respectivement champion et vice-champion en 2009, sont quant à eux les représentants français en ligue des champions féminine de l'UEFA 2009-2010.
À l'issue de la saison, l'Olympique lyonnais décroche son huitième titre de champion de France, le quatrième d'affilée, avec seulement un petit point d'avance sur le FCF Juvisy. Dans le bas du classement, l'AS Montigny est relégué après une saison au plus haut niveau, accompagné par l'ASJ Soyaux qui était le club doyen du championnat après trente-cinq saisons au plus haut niveau.
| \| Olympique lyonnais Paris Saint-Germain Montpellier HSC FCF Juvisy AS Saint-Étienne AS Montigny FCF Hénin-Beaumont Stade briochin FCF Nord Allier Yzeure Toulouse FC ESOFV La Roche-sur-Yon ASJ Soyaux \| Localisation des clubs engagés dans le championnat. |
| Olympique lyonnais Paris Saint-Germain Montpellier HSC FCF Juvisy AS Saint-Étienne AS Montigny FCF Hénin-Beaumont Stade briochin FCF Nord Allier Yzeure Toulouse FC ESOFV La Roche-sur-Yon ASJ Soyaux                                                           |

## Participants
Ce tableau présente les douze équipes qualifiées pour disputer le championnat 2009-2010. On y trouve le nom des clubs, le nom des entraîneurs et leur nationalité, la date de création du club, l'année de la dernière montée au sein de l'élite, leur classement de la saison précédente, le nom des stades ainsi que la capacité de ces derniers.
Légende des couleurs
- Qualifié pour la phase finale de la Ligue des champions 2009-2010.
- Qualifié pour le tour de qualification de la Ligue des champions 2009-2010.
- Promu de Division 2.

| Nom du club            | Entraîneur                 | DC   | DM   | Cls 2009 | Stade                        | Capacité | Nb T. |
| ---------------------- | -------------------------- | ---- | ---- | -------- | ---------------------------- | -------- | ----- |
| Olympique lyonnais     | Farid Benstiti             | 1970 | 1978 | 1        | Plaine des Jeux de Gerland   | 2 200    | 7     |
| Montpellier HSC        | Sarah M'Barek              | -    | 1997 | 2        | Stade Joseph Blanc           | 1 000    | 2     |
| FCF Juvisy             | Sandrine Mathivet          | 1971 | 1986 | 3        | Stade Georges Maquin         | 2 000    | 6     |
| FCF Hénin-Beaumont     | Philippe Piette            | 1972 | 2003 | 4        | Stade Raymonde Delabre       | 500      | /     |
| FCF Nord Allier Yzeure | Johnny Kari                | 1999 | 2008 | 5        | Stade de Bellevue            | 2 164    | /     |
| Stade Briochin         | Sonia Haziraj              | 1973 | 2006 | 6        | Stade Fred-Aubert            | 13 500   | 1     |
| AS Saint-Étienne       | Hervé Didier               | 1977 | 2007 | 7        | Stade Léon Nautin            | 1 500    | /     |
| Paris Saint-Germain    | Camillo Vaz Karine Noilhan | 1971 | 2001 | 8        | Stade Georges-Lefèvre        | 3 500    | /     |
| Toulouse FC            | Matthieu Vrilliard         | 1980 | 1994 | 9        | Stade de la Ramée            | 3 000    | 4     |
| ASJ Soyaux             | Bernadette Constantin      | 1968 | -    | 10       | Stade Léo Lagrange           | 4 800    | 1     |
| ESOFV La Roche-sur-Yon | Malika Bousseau            | 1978 | 2010 | D2       | Stade de Saint-André         | 1 800    | /     |
| AS Montigny            | Catherine Jarriault        | 1971 | 2010 | D2       | Centre sportif de la Couldre | 900      | /     |

## Compétition

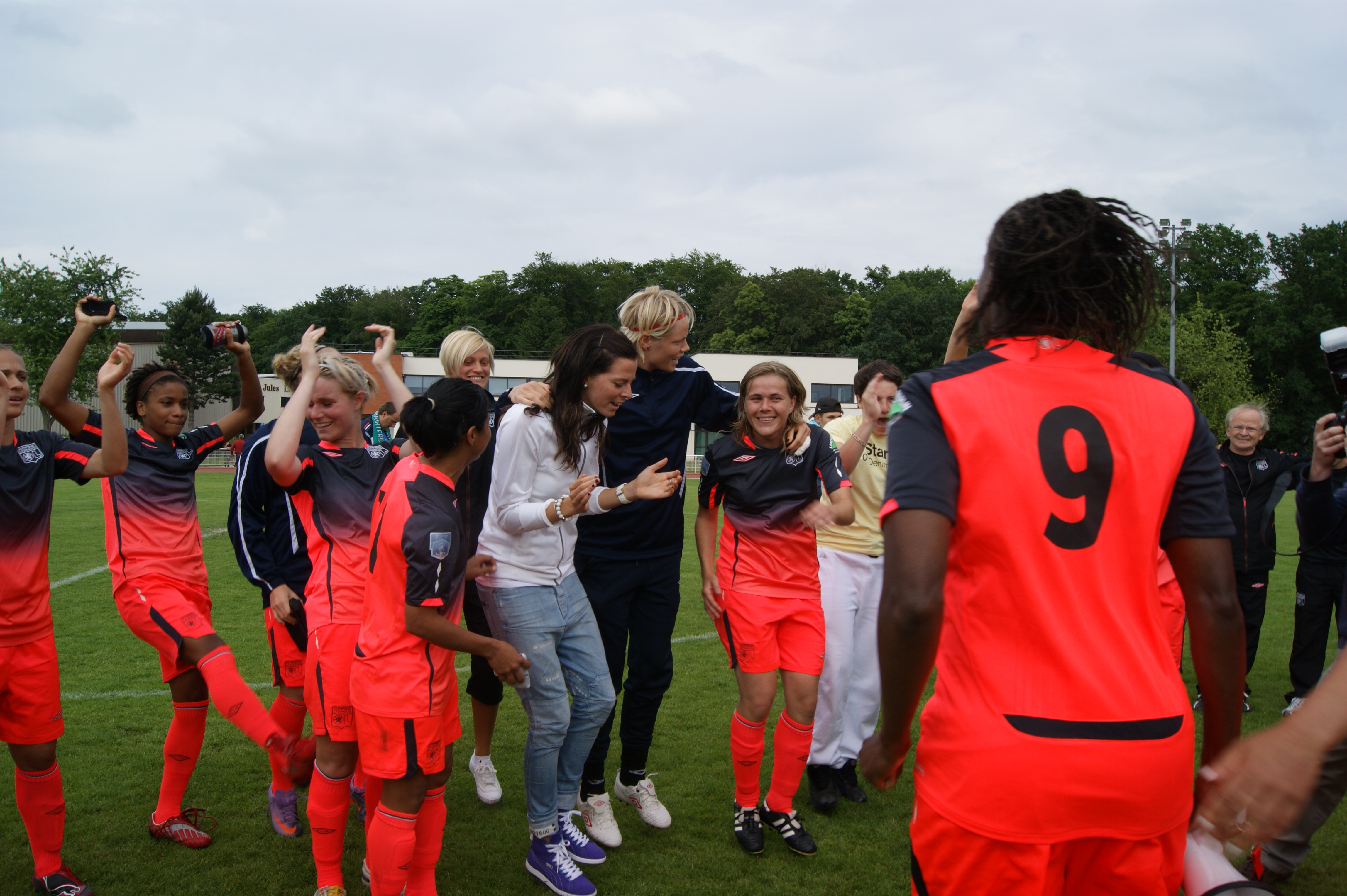
Les joueuses de l'OL célébrant le titre.

### Classement
Le classement est calculé avec le barème de points suivant : une victoire vaut quatre points, le match nul deux et la défaite un.
Critères utilisés pour départager en cas d'égalité au classement :
1. classement aux points des matchs joués entre les clubs ex æquo ;
2. différence entre les buts marqués et les buts concédés par chacun d’eux au cours des matchs qui les ont opposés ;
3. différence entre les buts marqués et les buts concédés sur la totalité des matchs joués dans le championnat ;
4. plus grand nombre de buts marqués sur la totalité des matchs joués dans le championnat ;
5. en cas de nouvelle égalité, une rencontre supplémentaire aura lieu sur terrain neutre avec, éventuellement, l’épreuve des tirs au but.

| Rang | Équipe                   | Pts | J  | G  | N | P  | Bp | Bc | Diff |
| ---- | ------------------------ | --- | -- | -- | - | -- | -- | -- | ---- |
| 1    | Olympique lyonnais T     | 78  | 22 | 18 | 2 | 2  | 93 | 11 | +82  |
| 2    | FCF Juvisy               | 77  | 22 | 18 | 1 | 3  | 58 | 18 | +40  |
| 3    | Paris SG CF              | 74  | 22 | 16 | 4 | 2  | 62 | 8  | +54  |
| 4    | Montpellier HSC          | 70  | 22 | 15 | 3 | 4  | 48 | 18 | +30  |
| 5    | FCF Nord Allier Yzeure   | 53  | 22 | 9  | 4 | 9  | 28 | 32 | -4   |
| 6    | AS Saint-Étienne         | 48  | 22 | 8  | 2 | 12 | 26 | 44 | -18  |
| 7    | FCF Hénin-Beaumont       | 48  | 22 | 7  | 5 | 10 | 28 | 43 | -15  |
| 8    | Toulouse FC              | 44  | 22 | 6  | 4 | 12 | 25 | 50 | -25  |
| 9    | Stade briochin           | 42  | 22 | 6  | 2 | 14 | 38 | 76 | -38  |
| 10   | ESOFV La Roche-sur-Yon P | 40  | 22 | 5  | 3 | 14 | 23 | 58 | -35  |
| 11   | ASJ Soyaux               | 36  | 22 | 3  | 5 | 14 | 13 | 44 | -31  |
| 12   | AS Montigny P            | 32  | 22 | 3  | 1 | 18 | 15 | 55 | -40  |

|  | Qualifié pour la Ligue des champions 2010-2011 (Seizièmes de finale). |
|  | Qualifié pour la Ligue des champions 2010-2011 (Tour de qualification). |
|  | Relégué en Division 2. |
|  | T Tenant du titre. P Promu de Division 2. CF Vainqueur du Challenge de France 2009-2010. Pts points ; G victoires ; N match nuls ; P défaites Bp buts marqués ; Bc buts encaissés ; Diff différence de buts |

### Résultats
Source : Championnat de France de D1 2009-2010 - Calendrier, sur statsfootofeminin.fr
| Résultats (▼dom., ►ext.)                                   | Hén | Juv | RsY | Lyo | Mon | Mon | Par | Bri | Sai | Soy | Tou | Yze |
| FCF Hénin-Beaumont                                         |     | 0-1 | 2-1 | 3-1 | 4-1 | 2-1 | 0-4 | 5-5 | 1-1 | 2-1 | 1-4 | 0-0 |
| FCF Juvisy                                                 | 3-1 |     | 5-1 | 2-0 | 4-0 | 1-1 | 3-0 | 4-1 | 3-1 | 4-1 | 3-0 | 3-2 |
| ESOFV La Roche-sur-Yon                                     | 3-1 | 0-2 |     | 0-5 | 3-2 | 0-3 | 1-1 | 2-4 | 4-3 | 1-0 | 1-1 | 0-2 |
| Olympique lyonnais                                         | 3-1 | 6-1 | 9-0 |     | 6-0 | 5-0 | 1-1 | 5-0 | 5-0 | 5-0 | 5-0 | 4-0 |
| AS Montigny                                                | 3-0 | 1-3 | 0-2 | 0-5 |     | 2-5 | 0-1 | 0-2 | 0-1 | 1-0 | 1-1 | 0-1 |
| Montpellier HSC                                            | 4-0 | 1-0 | 3-0 | 1-3 | 5-1 |     | 0-0 | 4-1 | 1-0 | 3-0 | 3-0 | 0-1 |
| Paris SG                                                   | 3-0 | 1-0 | 5-0 | 0-0 | 6-0 | 1-2 |     | 7-0 | 2-0 | 5-0 | 9-0 | 4-0 |
| Stade briochin                                             | 0-1 | 0-6 | 3-1 | 1-4 | 2-1 | 0-5 | 0-5 |     | 4-5 | 2-1 | 4-5 | 2-1 |
| AS Saint-Étienne                                           | 2-1 | 0-1 | 1-0 | 0-4 | 0-2 | 0-2 | 0-3 | 2-2 |     | 2-1 | 4-2 | 2-1 |
| ASJ Soyaux                                                 | 0-1 | 0-3 | 2-2 | 0-7 | 1-0 | 1-1 | 0-1 | 3-2 | 0-1 |     | 0-0 | 0-0 |
| Toulouse FC                                                | 1-1 | 1-2 | 2-1 | 1-7 | 2-0 | 0-1 | 0-1 | 3-1 | 1-0 | 0-1 |     | 1-2 |
| FCF Nord Allier Yzeure                                     | 1-1 | 0-4 | 2-0 | 0-3 | 1-0 | 0-2 | 1-2 | 6-2 | 4-1 | 1-1 | 2-0 |     |
| - Victoire à domicile - Match nul - Victoire à l'extérieur |     |     |     |     |     |     |     |     |     |     |     |     |

## Bilan de la saison
| Championnat de France féminin de football 2009-2010 |                               |
| Champion                                            | Olympique lyonnais (4e titre) |
| Dauphin                                             | FCF Juvisy                    |
| Coupes et trophées                                  |                               |
| Vainqueur Challenge de France 2009-2010             | Paris SG                      |
| Qualifications continentales                        |                               |
| Ligue des champions 2010-2011                       | Olympique lyonnais            |
| Ligue des champions 2010-2011                       | FCF Juvisy                    |
| Promotions et relégations                           |                               |
| Promus en Division 1                                | Rodez AF                      |
| Promus en Division 1                                | Le Mans FC                    |
| Relégués en Division 2                              | ASJ Soyaux                    |
| Relégués en Division 2                              | AS Montigny                   |

## Statistiques
Leader du championnat
Évolution du classement
- Qualifié pour la phase finale de la Ligue des champions.
- Qualifié pour le tour de qualification de la Ligue des champions.
- Relégué en Division 2.

| Club                   | 1  | 2  | 3  | 4  | 5  | 6  | 7  | 8  | 9  | 10 | 11 | 12 | 13 | 14 | 15 | 16 | 17 | 18 | 19 | 20 | 21 | 22 |
| ---------------------- | -- | -- | -- | -- | -- | -- | -- | -- | -- | -- | -- | -- | -- | -- | -- | -- | -- | -- | -- | -- | -- | -- |
| Olympique lyonnais     | 1  | 1  | 1  | 1  | 1  | 1  | 2  | 2  | 2  | 2  | 2  | 2  | 2  | 1  | 1  | 1  | 1  | 1  | 1  | 1  | 1  | 1  |
| Montpellier HSC        | 6  | 4  | 5  | 4  | 3  | 3  | 3  | 3  | 4  | 4  | 4  | 4  | 3  | 4  | 4  | 4  | 3  | 3  | 4  | 4  | 4  | 4  |
| FCF Juvisy             | 4  | 3  | 3  | 5  | 4  | 5  | 4  | 4  | 3  | 3  | 3  | 3  | 4  | 3  | 3  | 3  | 2  | 2  | 2  | 2  | 2  | 2  |
| FCF Hénin-Beaumont     | 9  | 12 | 8  | 10 | 9  | 8  | 7  | 7  | 7  | 6  | 7  | 6  | 6  | 6  | 6  | 6  | 7  | 7  | 7  | 7  | 7  | 7  |
| FCF Nord Allier Yzeure | 2  | 5  | 4  | 3  | 5  | 4  | 5  | 5  | 5  | 5  | 5  | 5  | 5  | 5  | 5  | 5  | 5  | 5  | 5  | 5  | 5  | 5  |
| Stade briochin         | 11 | 11 | 12 | 12 | 12 | 12 | 11 | 11 | 11 | 10 | 10 | 10 | 9  | 10 | 11 | 10 | 9  | 9  | 9  | 9  | 9  | 9  |
| AS Saint-Étienne       | 10 | 6  | 10 | 11 | 11 | 7  | 10 | 10 | 9  | 8  | 8  | 8  | 8  | 8  | 8  | 7  | 6  | 6  | 6  | 6  | 6  | 6  |
| Paris SG               | 3  | 2  | 2  | 2  | 2  | 2  | 1  | 1  | 1  | 1  | 1  | 1  | 1  | 2  | 2  | 2  | 4  | 4  | 3  | 3  | 3  | 3  |
| Toulouse FC            | 5  | 7  | 9  | 6  | 7  | 9  | 6  | 6  | 6  | 7  | 6  | 7  | 7  | 7  | 7  | 8  | 8  | 8  | 8  | 8  | 8  | 8  |
| ASJ Soyaux             | 7  | 9  | 6  | 7  | 8  | 10 | 8  | 8  | 8  | 9  | 9  | 9  | 11 | 11 | 10 | 11 | 11 | 11 | 11 | 11 | 11 | 11 |
| ESOFV La Roche-sur-Yon | 8  | 10 | 11 | 8  | 10 | 11 | 12 | 12 | 12 | 12 | 11 | 11 | 10 | 9  | 9  | 9  | 10 | 10 | 10 | 10 | 10 | 10 |
| AS Montigny            | 12 | 8  | 7  | 9  | 6  | 6  | 9  | 9  | 10 | 11 | 12 | 12 | 12 | 12 | 12 | 12 | 12 | 12 | 12 | 12 | 12 | 12 |

Moyennes de buts marqués par journée
Ce graphique représente le nombre de buts marqués lors de chaque journée. Il est également indiqué la moyenne totale sur la saison qui est de 20,77 buts/journée.
| Cls | Joueuse           | Club                   | Buts |
| --- | ----------------- | ---------------------- | ---- |
| 1   | Eugénie Le Sommer | Stade briochin         | 19   |
| 2   | Marie-Laure Delie | Montpellier HSC        | 18   |
| 3   | Katia Da Silva    | Olympique lyonnais     | 17   |
| 4   | Lara Dickenmann   | Olympique lyonnais     | 15   |
| 5   | Pauline Crammer   | FCF Hénin-Beaumont     | 13   |
| 6   | Camille Abily     | Paris SG               | 12   |
| 6   | Laetitia Tonazzi  | FCF Juvisy             | 12   |
| 8   | Lotta Schelin     | Olympique lyonnais     | 11   |
| 8   | Claire Guillard   | ESOFV La Roche-sur-Yon | 11   |
| 10  | Sonia Bompastor   | Paris SG               | 10   |
| 10  | Elodie Thomis     | Olympique lyonnais     | 10   |
| 12  | 4 joueuses        | 4 joueuses             | 9    |
| 16  | 2 joueuses        | 2 joueuses             | 8    |
| 18  | 2 joueuses        | 2 joueuses             | 7    |
| 20  | 4 joueuses        | 4 joueuses             | 6    |
| 24  | 12 joueuses       | 12 joueuses            | 5    |
| 36  | 5 joueuses        | 5 joueuses             | 4    |
| 41  | 16 joueuses       | 16 joueuses            | 3    |
| 57  | 22 joueuses       | 22 joueuses            | 2    |
| 79  | 38 joueuses       | 38 joueuses            | 1    |

| Cls | Joueuse               | Club                   | Passes |
| --- | --------------------- | ---------------------- | ------ |
| 1   | Louisa Necib          | Olympique lyonnais     | 11     |
| 1   | Sonia Bompastor       | Paris SG               | 11     |
| 3   | Katia Da Silva        | Olympique lyonnais     | 10     |
| 4   | Gaëtane Thiney        | FCF Juvisy             | 8      |
| 5   | Lara Dickenmann       | Olympique lyonnais     | 7      |
| 6   | Cynthia Gueheo-Djetou | FCF Nord Allier Yzeure | 6      |
| 7   | Sandrine Brétigny     | Olympique lyonnais     | 5      |
| 7   | Amandine Henry        | Olympique lyonnais     | 5      |
| 7   | Hoda Lattaf           | Montpellier HSC        | 5      |
| 10  | 7 joueuses            | 7 joueuses             | 4      |
| 17  | 11 joueuses           | 11 joueuses            | 3      |
| 28  | 21 joueuses           | 21 joueuses            | 2      |
| 49  | 51 joueuses           | 51 joueuses            | 1      |

### Trophées UNFP
Élise Bussaglia (Paris Saint-Germain), Eugénie Le Sommer (Stade briochin), Shirley Cruz Traña et Lotta Schelin (Olympique lyonnais), sont nommées aux Trophées UNFP du football 2010 pour la meilleure joueuse de Division 1. C'est Eugénie Le Sommer qui remporte le trophée.